# 罗卡坎泰拉诺
罗卡坎泰拉诺（義大利語：Rocca Canterano），是意大利拉齐奥大区罗马首都广域市的一个市镇。总面积15.79平方公里，人口213人，人口密度13.5人/平方公里（2009年）。ISTAT代码为058084。